# Plinthograptis
Plinthograptis là một chi bướm đêm thuộc phân họ Tortricinae của họ Tortricidae.

## Các loài
- Plinthograptis clostos Razowski, 1990
- Plinthograptis clyster Razowski, 1990
- Plinthograptis ebogana Razowski, 2005
- Plinthograptis pleroma Razowski, 1981
- Plinthograptis rhytisma Razowski, 1981
- Plinthograptis seladonia (Razowski, 1981)
- Plinthograptis sipalia Razowski, 1981